# ITR
Die  Internationale Tourenwagen Rennen (kurz: ITR) GmbH. war eine Gesellschaft in Wiesbaden. Sie übernahm im Jahr 2003 von der Dekra die Marke DTM.
Der Verein vermarktete die Rennserie, organisierte die Rennen und entwickelte mit dem Deutschen Motor Sport Bund ihre Regeln. Bis 2017 war Hans Werner Aufrecht, ein Gründer von AMG, erster Vorsitzender der ITR; sein Nachfolger ist der ehemalige österreichische Rennfahrer Gerhard Berger. Die Hersteller Audi, BMW und Mercedes-Benz waren in Person ihrer Motorsport-Direktoren Wolfgang Ullrich, Jens Marquardt und Toto Wolff als Beiräte vertreten.
Die ITR vermarktete darüber hinaus die Europäische Formel-3-Meisterschaft der FIA.